# Alemania Occidental en los Juegos Paralímpicos de Nueva York y Stoke Mandeville 1984
Alemania Occidental estuvo representada en los Juegos Paralímpicos de Nueva York y Stoke Mandeville 1984 por un total de 142 deportistas, 109 hombres y 33 mujeres.

## Medallistas
El equipo paralímpico obtuvo las siguientes medallas:
| Nombre                                          | Deporte                       | Evento                                                      |
| ----------------------------------------------- | ----------------------------- | ----------------------------------------------------------- |
| Oro                                             |                               |                                                             |
| G. Beyer                                        | Atletismo                     | 800 m 3 femenino                                            |
| G. Beyer                                        | Atletismo                     | 5000 m 3 femenino                                           |
| G. Beyer                                        | Atletismo                     | Maratón 3 femenino                                          |
| Petra Buddelmeyer                               | Atletismo                     | 100 m A6 femenino                                           |
| Petra Buddelmeyer                               | Atletismo                     | Salto de altura A6 femenino                                 |
| Petra Buddelmeyer                               | Atletismo                     | Salto de longitud A6 femenino                               |
| Reinhild Möller                                 | Atletismo                     | 100 m A4 femenino                                           |
| Reinhild Möller                                 | Atletismo                     | 400 m A4 femenino                                           |
| Anette Saeger                                   | Atletismo                     | 400 m C7 femenino                                           |
| Brigitte Otto-Lange                             | Atletismo                     | Disco B1 femenino                                           |
| M. Bartheiel                                    | Atletismo                     | Peso 4 femenino                                             |
| Elka Munker                                     | Atletismo                     | Peso 5 femenino                                             |
| Heike Bogie                                     | Atletismo                     | Salto de longitud C7 femenino                               |
| Heinrich Köberle                                | Atletismo                     | 800 m 1A masculino                                          |
| Heinrich Köberle                                | Atletismo                     | Maratón 1A masculino                                        |
| Wolfgang Maier                                  | Atletismo                     | Jabalina L5 masculino                                       |
| Wolfgang Maier                                  | Atletismo                     | Peso L5 masculino                                           |
| Michael Quickert                                | Atletismo                     | Jabalina C5 masculino                                       |
| Michael Quickert                                | Atletismo                     | Maza C5 masculino                                           |
| Siegmar Henker                                  | Atletismo                     | Disco 1C masculino                                          |
| Siegmar Henker                                  | Atletismo                     | Pentatlón 1C masculino                                      |
| Mathias Berghoter                               | Atletismo                     | 100 m A5 masculino                                          |
| Erich Christ                                    | Atletismo                     | 200 m C3 masculino                                          |
| Walter Knors                                    | Atletismo                     | 400 m B2 masculino                                          |
| Gregor Golombek                                 | Atletismo                     | 5000 m 3 masculino                                          |
| Hermann Nortmann                                | Atletismo                     | Eslalon 2 masculino                                         |
| Richard Schule                                  | Atletismo                     | Disco L5 masculino                                          |
| Johann Schuhbauer                               | Atletismo                     | Jabalina 4 masculino                                        |
| Hubert Berschgens                               | Atletismo                     | Jabalina A3 masculino                                       |
| Edund Weber                                     | Atletismo                     | Peso 1A masculino                                           |
| Peter Falkenhain                                | Atletismo                     | Peso A1 masculino                                           |
| Hans Josefiak                                   | Atletismo                     | Peso A4 masculino                                           |
| Alois Beez                                      | Atletismo                     | Peso A6-8 masculino                                         |
| Matthias Berg                                   | Atletismo                     | Salto de altura A5 masculino                                |
| P. Schmidt                                      | Atletismo                     | Pentatlón 1B masculino                                      |
| Equipo                                          | Baloncesto en silla de ruedas | Torneo femenino                                             |
| Günter Spieß                                    | Esgrima en silla de ruedas    | Florete individual 1C masculino                             |
| Wilfried Lipinski                               | Esgrima en silla de ruedas    | Espada individual 4-5 masculino                             |
| S. Bonisch                                      | Natación                      | 25 m espalda 1B femenino                                    |
| S. Bonisch                                      | Natación                      | 100 m libre 1B femenino                                     |
| Britta Siegers                                  | Natación                      | 100 m espalda A1 femenino                                   |
| Britta Siegers                                  | Natación                      | 100 m libre A1 femenino                                     |
| Margit Quell                                    | Natación                      | 50 m braza 2 femenino                                       |
| Petra Schad                                     | Natación                      | 50 m espalda L3 femenino                                    |
| Karen Gesierich                                 | Natación                      | 100 m espalda A2 femenino                                   |
| Karl Schröder                                   | Natación                      | 100 m braza A6 masculino                                    |
| Karl Schröder                                   | Natación                      | 100 m espalda A6 masculino                                  |
| Karl Schröder                                   | Natación                      | 100 m libre A6 masculino                                    |
| Karl Schröder                                   | Natación                      | 200 m estilos A6 masculino                                  |
| Carsten Othmar                                  | Natación                      | 100 m espalda B3 masculino                                  |
| Carsten Othmar                                  | Natación                      | 100 m libre B3 masculino                                    |
| Carsten Othmar                                  | Natación                      | 400 m libre B3 masculino                                    |
| Bernd Rubner                                    | Natación                      | 100 m espalda A2 masculino                                  |
| Bernd Rubner                                    | Natación                      | 100 m libre A2 masculino                                    |
| Bernd Rubner                                    | Natación                      | 400 m libre A2 masculino                                    |
| Markus Schnitzer                                | Natación                      | 50 m libre C8 masculino                                     |
| Markus Schnitzer                                | Natación                      | 100 m espalda C8 masculino                                  |
| P. Wiedeman                                     | Natación                      | 100 m braza 4 masculino                                     |
| Heinz Barnbeck                                  | Natación                      | 100 m espalda A7 masculino                                  |
| Equipo                                          | Natación                      | 4 × 50 m estilos A1-A9 masculino                            |
| Equipo                                          | Natación                      | 3 × 25 m libre 1A-1C masculino                              |
| Equipo                                          | Natación                      | 4 × 100 m libre A1-A9 masculino                             |
| Christiane Weninger                             | Tenis de mesa                 | Individual 3 femenino                                       |
| Ruth Lamsbach                                   | Tenis de mesa                 | Clase abierta 1B-4 femenino                                 |
| Thomas Kreidel                                  | Tenis de mesa                 | Individual 4 masculino                                      |
| Thomas Kreidel                                  | Tenis de mesa                 | Individual clase abierta 1A-4 masculino                     |
| Werner Dorr                                     | Tenis de mesa                 | Individual 2 masculino                                      |
| Heinz Simon                                     | Tenis de mesa                 | Individual 3 masculino                                      |
| Ralf Kirchhoff                                  | Tenis de mesa                 | Individual 1A masculino                                     |
| Bruno Hassler                                   | Tenis de mesa                 | Individual 1B masculino                                     |
| Manfred Emmel                                   | Tenis de mesa                 | Individual 1C masculino                                     |
| Herbert Velroyen                                | Tenis de mesa                 | Individual L2 masculino                                     |
| Equipo                                          | Tenis de mesa                 | Equipo 4 masculino                                          |
| Equipo                                          | Tenis de mesa                 | Equipo 1B masculino                                         |
| Equipo                                          | Tenis de mesa                 | Equipo 1C masculino                                         |
| Wolfgang Horsch Manfred Knabe Dieter Tollwerth  | Tenis de mesa                 | Equipo L4 masculino                                         |
| Rudolf Beck Peter Hullerum Manfred Koller       | Tenis de mesa                 | Equipo L5 masculino                                         |
| Siegmar Henker                                  | Tiro                          | Rifle de aire de pie 1A-1C masculino                        |
| Siegmar Henker                                  | Tiro                          | Rifle de aire en posición tendida 1A-1C masculino           |
| Siegmar Henker                                  | Tiro                          | Pistola de aire 1A-1C masculino                             |
| Anneliese Dersen                                | Tiro con arco                 | Doble ronda FITA integrado femenino                         |
| Plata                                           |                               |                                                             |
| G. Beyer                                        | Atletismo                     | 400 m 3 femenino                                            |
| G. Beyer                                        | Atletismo                     | 1500 m 3 femenino                                           |
| Margit Quell                                    | Atletismo                     | Eslalon 2 femenino                                          |
| Margit Quell                                    | Atletismo                     | Jabalina 2 femenino                                         |
| Ilse Bohning                                    | Atletismo                     | Jabalina B1 femenino                                        |
| Ilse Bohning                                    | Atletismo                     | Peso B1 femenino                                            |
| Elka Munker                                     | Atletismo                     | Disco 5 femenino                                            |
| Elka Munker                                     | Atletismo                     | Pentatlón 5 femenino                                        |
| Ursula Pieperrek                                | Atletismo                     | 20 m (brazo) C2 femenino                                    |
| Henrike Noller                                  | Atletismo                     | 400 m C8 femenino                                           |
| Susanne Schmid                                  | Atletismo                     | 1000 m campo a través C7 femenino                           |
| Ursula Buschbeck                                | Atletismo                     | Salto de Longitud B1 femenino                               |
| Waltraud Hagenlocher                            | Atletismo                     | Pentatlón 3 femenino                                        |
| Gregor Golombek                                 | Atletismo                     | 800 m 3 masculino                                           |
| Gregor Golombek                                 | Atletismo                     | 1500 m 3 masculino                                          |
| Gregor Golombek                                 | Atletismo                     | Maratón 3 masculino                                         |
| Stefan Krieger                                  | Atletismo                     | Jabalina C6 masculino                                       |
| Stefan Krieger                                  | Atletismo                     | Maza C6 masculino                                           |
| Erich Christ                                    | Atletismo                     | 60 m C3 masculino                                           |
| H. Schröder                                     | Atletismo                     | 100 m 4 masculino                                           |
| Jürgen Johann                                   | Atletismo                     | 100 m A4 masculino                                          |
| Matthias Berg                                   | Atletismo                     | 400 m A5 masculino                                          |
| Klaus Detlef Lang                               | Atletismo                     | Disco A1 masculino                                          |
| Hans Josefiak                                   | Atletismo                     | Disco A4 masculino                                          |
| Wolfgang Maier                                  | Atletismo                     | Disco L5 masculino                                          |
| P. Schmidt                                      | Atletismo                     | Jabalina 1B masculino                                       |
| Siegmar Henker                                  | Atletismo                     | Peso 1C masculino                                           |
| Hubert Berschgens                               | Atletismo                     | Peso A3 masculino                                           |
| Dieter Grundmann                                | Atletismo                     | Peso B1 masculino                                           |
| Reinhard Krüger                                 | Atletismo                     | Peso C6 masculino                                           |
| Richard Schule                                  | Atletismo                     | Peso L5 masculino                                           |
| Wolfgang Frenzel                                | Atletismo                     | Salto de Longitud C8 masculino                              |
| Heinrich Köberle                                | Atletismo                     | Pentatlón 1A masculino                                      |
| Hermann Nortmann                                | Atletismo                     | Pentatlón 2 masculino                                       |
| Hans Peter Burk                                 | Ciclismo en ruta              | Ruta 1500 m triciclo CP2 masculino                          |
| Hans-Joachim Böhm                               | Esgrima en silla de ruedas    | Florete individual 2-3 masculino                            |
| Hans-Joachim Böhm                               | Esgrima en silla de ruedas    | Espada individual 2-3 masculino                             |
| Equipo                                          | Esgrima en silla de ruedas    | Espada por equipos masculino                                |
| Karen Gesierich                                 | Natación                      | 100 m libre A2 femenino                                     |
| Karen Gesierich                                 | Natación                      | 400 m libre A2 femenino                                     |
| Karen Gesierich                                 | Natación                      | 200 m estilos A2 femenino                                   |
| D. Weber                                        | Natación                      | 50 m braza 2 femenino                                       |
| D. Weber                                        | Natación                      | 100 m estilos 2 femenino                                    |
| S. Bonisch                                      | Natación                      | 25 m braza 1B femenino                                      |
| Petra Schad                                     | Natación                      | 50 m libre L3 femenino                                      |
| Britta Siegers                                  | Natación                      | 100 m braza A1 femenino                                     |
| Wolfgang Goris                                  | Natación                      | 100 m braza A1 masculino                                    |
| Wolfgang Goris                                  | Natación                      | 100 m libre A1 masculino                                    |
| Wolfgang Goris                                  | Natación                      | 100 m mariposa A1 masculino                                 |
| Wolfgang Goris                                  | Natación                      | 200 m estilos A1 masculino                                  |
| H. Tietze                                       | Natación                      | 25 m braza 1A masculino                                     |
| H. Tietze                                       | Natación                      | 25 m libre 1A masculino                                     |
| H. Tietze                                       | Natación                      | 25 m mariposa 1B masculino                                  |
| Martin Weber                                    | Natación                      | 25 m espalda C3 masculino                                   |
| Martin Weber                                    | Natación                      | 50 m libre C3 masculino                                     |
| Heinz Barnbeck                                  | Natación                      | 100 m libre A7 masculino                                    |
| Heinz Barnbeck                                  | Natación                      | 200 m estilos A7 masculino                                  |
| Winfried Sigg                                   | Natación                      | 50 m braza 2 masculino                                      |
| Andreas Brand                                   | Natación                      | 50 m espalda A5 masculino                                   |
| Michael Lapp                                    | Natación                      | 100 m espalda L4 masculino                                  |
| Holger Wölk                                     | Natación                      | 100 m espalda L5 masculino                                  |
| Holger Gruber                                   | Natación                      | 100 m libre A2 masculino                                    |
| Markus Schnitzer                                | Natación                      | 100 m libre C8 masculino                                    |
| Dieter Durchdewald                              | Natación                      | 100 m libre L6 masculino                                    |
| Carsten Othmar                                  | Natación                      | 200 m estilos B3 masculino                                  |
| Equipo                                          | Natación                      | 4 × 50 m libre A1-A9 masculino                              |
| Equipo                                          | Natación                      | 4 × 100 m estilos 1A-6 masculino                            |
| Rainer Kolb                                     | Tenis de mesa                 | Individual 3 masculino                                      |
| P. Glaese                                       | Tenis de mesa                 | Individual 4 masculino                                      |
| H. Tietze                                       | Tenis de mesa                 | Individual 1A masculino                                     |
| Equipo                                          | Tenis de mesa                 | Equipo 3 masculino                                          |
| Schmidt Mayer                                   | Tenis de mesa                 | Equipo L1 masculino                                         |
| Franz Falke                                     | Tiro                          | Rifle de aire en tres posiciones 2-6 masculino              |
| Equipo                                          | Tiro                          | Rifle de aire de pie por equipos 1A-6 masculino             |
| Equipo                                          | Voleibol de pie               | Torneo masculino                                            |
| Equipo                                          | Voleibol sentado              | Torneo masculino                                            |
| Bronce                                          |                               |                                                             |
| Waltraud Hagenlocher                            | Atletismo                     | Disco 3 femenino                                            |
| Waltraud Hagenlocher                            | Atletismo                     | Peso 3 femenino                                             |
| M. Bartheiel                                    | Atletismo                     | Disco 4 femenino                                            |
| M. Bartheiel                                    | Atletismo                     | Pentatlón 4 femenino                                        |
| G. Beyer                                        | Atletismo                     | 200 m 3 femenino                                            |
| Anette Saeger                                   | Atletismo                     | 200 m C7 femenino                                           |
| Susanne Schmid                                  | Atletismo                     | 400 m C7 femenino                                           |
| Gabriele Rossmeier                              | Atletismo                     | 800 m B1 femenino                                           |
| Katrin Metz                                     | Atletismo                     | 1000 m campo a través C6 femenino                           |
| Susanne Wittje                                  | Atletismo                     | 1500 m B1 femenino                                          |
| Ursula Pieperrek                                | Atletismo                     | Eslalon C2 femenino                                         |
| Elka Munker                                     | Atletismo                     | Jabalina 5 femenino                                         |
| Brigitte Otto-Lange                             | Atletismo                     | Peso B1 femenino                                            |
| Margit Quell                                    | Atletismo                     | Pentatlón 2 femenino                                        |
| H. Lobbering                                    | Atletismo                     | 100 m 1A masculino                                          |
| H. Lobbering                                    | Atletismo                     | 200 m 1A masculino                                          |
| H. Lobbering                                    | Atletismo                     | Pentatlón 1A masculino                                      |
| Felix Abele                                     | Atletismo                     | 100 m A5 masculino                                          |
| Felix Abele                                     | Atletismo                     | Salto de longitud A5 masculino                              |
| Walter Knors                                    | Atletismo                     | 100 m B2 masculino                                          |
| Walter Knors                                    | Atletismo                     | Salto de longitud B2 masculino                              |
| Heinrich Köberle                                | Atletismo                     | 400 m 1A masculino                                          |
| Heinrich Köberle                                | Atletismo                     | Peso 1A masculino                                           |
| Reinhard Krüger                                 | Atletismo                     | Disco C6 masculino                                          |
| Reinhard Krüger                                 | Atletismo                     | Jabalina C6 masculino                                       |
| Günter Spieß                                    | Atletismo                     | Jabalina 1C masculino                                       |
| Günter Spieß                                    | Atletismo                     | Peso 1C masculino                                           |
| H. Schröder                                     | Atletismo                     | 200 m 4 masculino                                           |
| Gregor Golombek                                 | Atletismo                     | 400 m 3 masculino                                           |
| Johann Schuhbauer                               | Atletismo                     | 400 m A4 masculino                                          |
| Axel Hecker                                     | Atletismo                     | 1500 m A5 masculino                                         |
| C. Zeyher                                       | Atletismo                     | Eslalon 1C masculino                                        |
| Dieter Grundmann                                | Atletismo                     | Disco B1 masculino                                          |
| Raimund Eckstein                                | Atletismo                     | Disco C2 masculino                                          |
| Hermann Nortmann                                | Atletismo                     | Jabalina 2 masculino                                        |
| Norbert Antlitz                                 | Atletismo                     | Salto de altura B2 masculino                                |
| H. Kulzer                                       | Atletismo                     | Pentatlón 3 masculino                                       |
| Eugen Weiberle                                  | Atletismo                     | Pentatlón 5 masculino                                       |
| Equipo                                          | Atletismo                     | 4 × 200 m 2-5 masculino                                     |
| Stefan Krieger                                  | Ciclismo en ruta              | Ruta 1500 m triciclo CP2 masculino                          |
| Hans Peter Burk                                 | Ciclismo en ruta              | Ruta 3000 m triciclo CP2 masculino                          |
| D. Weber                                        | Natación                      | 25 m mariposa 2 femenino                                    |
| D. Weber                                        | Natación                      | 50 m espalda 2 femenino                                     |
| D. Weber                                        | Natación                      | 50 m libre 2 femenino                                       |
| D. Weber                                        | Natación                      | 200 m libre 2 femenino                                      |
| Andreas Brand                                   | Natación                      | 50 m braza A5 masculino                                     |
| Andreas Brand                                   | Natación                      | 100 m libre A5 masculino                                    |
| Andreas Brand                                   | Natación                      | 150 m estilos A5 masculino                                  |
| P. Wiedeman                                     | Natación                      | 50 m mariposa 4 masculino                                   |
| P. Wiedeman                                     | Natación                      | 100 m libre 4 masculino                                     |
| P. Wiedeman                                     | Natación                      | 200 m estilos 4 masculino                                   |
| H. Tietze                                       | Natación                      | 25 m espalda 1A masculino                                   |
| Michael Quickert                                | Natación                      | 50 m espalda C5 masculino                                   |
| Carsten Othmar                                  | Natación                      | 100 m braza B3 masculino                                    |
| Markus Schnitzer                                | Natación                      | 100 m braza C8 masculino                                    |
| Michael Lapp                                    | Natación                      | 100 m braza L4 masculino                                    |
| Wolfgang Goris                                  | Natación                      | 100 m espalda A1 masculino                                  |
| Dieter Durchdewald                              | Natación                      | 100 m mariposa L6 masculino                                 |
| Equipo                                          | Natación                      | 4 × 100 m estilos A1-A9 masculino                           |
| Ruth Lamsbach                                   | Tenis de mesa                 | Individual 2 femenino                                       |
| Equipo                                          | Tenis de mesa                 | Equipo 4 femenino                                           |
| Rudolf Jaksch                                   | Tenis de mesa                 | Individual 1C masculino                                     |
| Stephan Welting                                 | Tenis de mesa                 | Individual L3 masculino                                     |
| Klaus Müller                                    | Tenis de mesa                 | Individual L3 masculino                                     |
| Manfred Knabe                                   | Tenis de mesa                 | Individual L4 masculino                                     |
| P. Hullerum                                     | Tenis de mesa                 | Individual L5 masculino                                     |
| P. Glaese                                       | Tenis de mesa                 | Individual clase abierta 1A-4 masculino                     |
| Equipo                                          | Tenis de mesa                 | Equipo 2 masculino                                          |
| S. Battran                                      | Tiro                          | Rifle de aire en posición tendida 2-6 femenino              |
| S. Battran                                      | Tiro                          | Rifle de aire de rodillas 2-6 femenino                      |
| Franz Falke                                     | Tiro                          | Rifle de aire de pie 2-6 masculino                          |
| Franz Falke                                     | Tiro                          | Rifle de aire de rodillas 2-6 masculino                     |
| Equipo                                          | Tiro                          | Rifle de aire en tres posiciones por equipos 1A-6 masculino |
| Equipo                                          | Tiro                          | Pistola por equipos 1A-6 masculino                          |
| Manfred Böckers Manfred Brenne Kilmar Butenhoff | Tiro con arco                 | Doble ronda FITA por equipos integrado masculino            |